# Краузе, Иоганн Вильгельм
Иога́нн Вильге́льм фон Кра́узе (нем. Johann Wilhelm von Krause; 1757, Дитмансдорф, Нижняя Силезия (ныне Дзечморовице, Польша) — 10 августа 1828, Дерпт, Лифляндская губерния) — немецкий и российский архитектор. Известен главным образом как автор проекта главного корпуса Дерптского университета.

## Биография
Родился 19 июня 1757 года в Нижней Силезии близ Швайдница (нем. Schweidnitz) (ныне Свидница в Польше), в семье лесничего Сигизмунда Краузе (1727—1773).
Учился в местной сельской школе, затем в гимназии в Бриге и Циттау. В 1778—1781 годах учился на богословском факультете Лейпцигского университета, который не окончил из-за недостатка средств. Поступил на военную службу — рядовым в артиллерию ангальт-цербстской армии; с одним из её полков, уже в чине лейтенанта, участвовал в войне за независимость США на стороне Великобритании. После заключения Версальского мира вернулся в Германию.
Затем пытался продолжить военную службу в Амстердаме, где познакомился с кандидатом на пасторскую должность Вальдманом ил Лифляндии, по совету которого направился в Российскую империю с целью поступить там на военную службу Не найдя места в русской армии он устроился гувернёром, сначала в Яунмуйже (Jaunmuiža  (эст.)) у Петера фон Дельвига, затем в Зелтини у Готфрида Христиана фон Калена и, наконец, в Бирини у графа Людвига Августа фон Меллина.
В 1796 году отправился в путешествие по Европе, был в Германии и Швейцарии. В 1797 году вернулся в Лифляндию, где приобрёл имение Кипсаль, которое находилось в Кримулде, недалеко от Сигулды; 23 октября 1797 года женился — на Юлиане Хаузенберг (нем. Juliane Hausenberg, в первом браке — Штайнгёттер (нем. Steingötter)).
Занимался в своём имении сельским хозяйством; 28 марта 1803 года был приглашён на кафедру сельского хозяйства, технологии и гражданской архитектуры Дерптского университета, где сначала занимался, главным образом, составлением планов университетских зданий и наблюдением за их постройкой — был директором строительного комитета и до августа 1806 года (на период основных строительных работ) был освобождён от чтения лекций. За эту деятельность в 1810 году он получил от университета звание почётного доктора философии и в том же году был награждён орденом Св. Владимира 4-й степени. В 1806 году он начал преподавать в университете агрономию; также читал лекции по сельскохозяйственному счетоводству, сельскохозяйственной технологии, лесоводству, сельскохозяйственной архитектуре, началам практической гидротехники, камеральной архитектуре, архитектурному черчению. В течение 1810/1811 учебного года был деканом 2 и 4 классов философского факультета. С 1824 года имел чин статского советника.
Краузе рисовал на протяжении всей своей жизни. Он был соавтором графа Людвига Августа Меллина в составлении Атласа Лифляндии — первого полного сборника карт Лифляндии и Эстляндии.
Умер 10 (22) августа 1828 года. Похоронен на кладбище Вана-Яани в Дерпте.

## Известные проекты Краузе

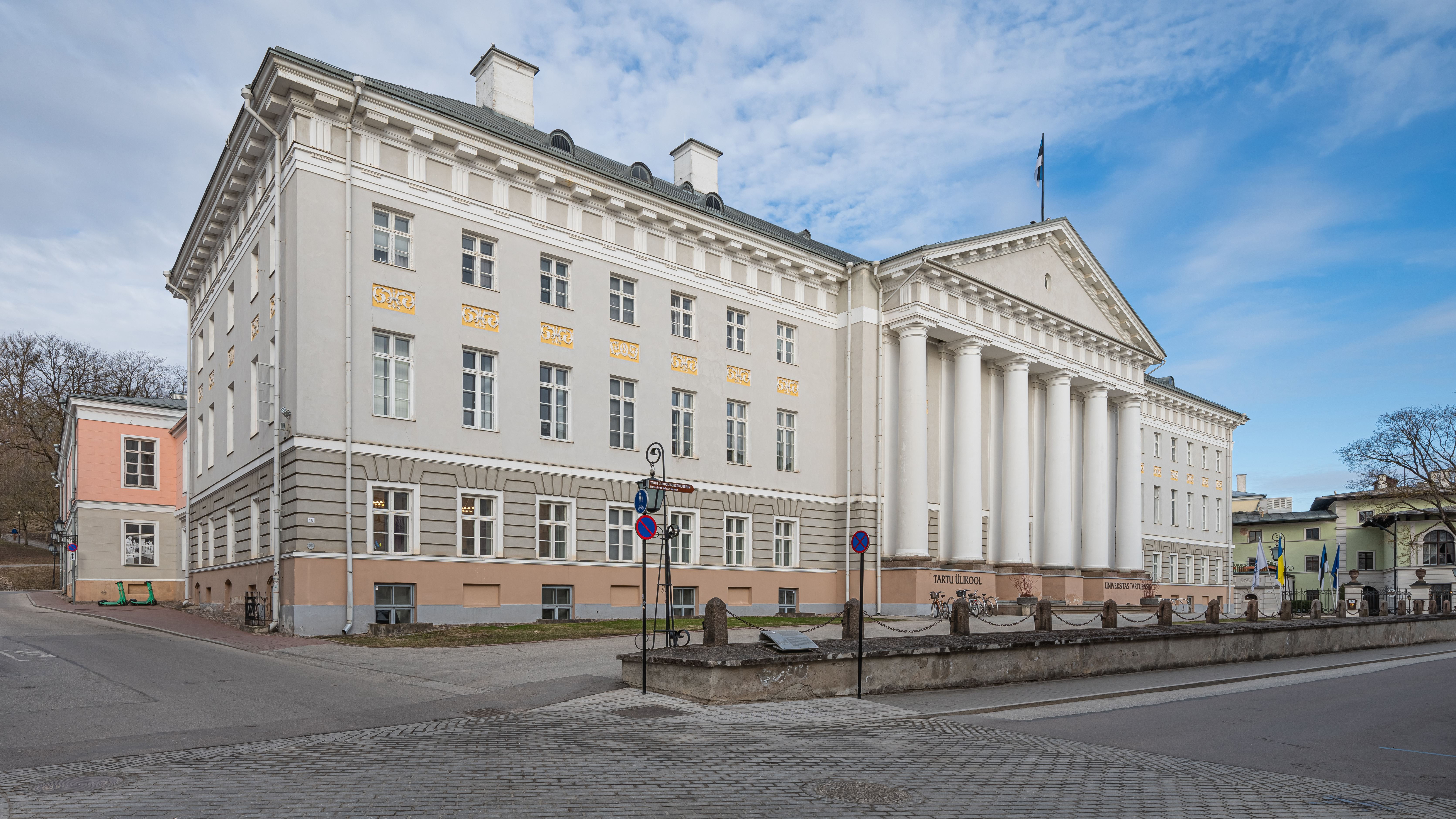
Главный корпус Тартуского университета

- Главный корпус Тартуского университета 1804—1809
- Библиотека Тартуского университета 1804—1807
- Старый анатомикум в Тарту 1803—1805 (центральная часть) 1825—1827 (крылья здания)
- Тартуская обсерватория 1808—1810
- Домская церковь в Тарту (проект реконструкции)
- Парк Тоомемяэ в Тарту
- Монумент наций (1806)

### Спроектированные Краузе мосты
- Мост ангелов (1816; нынешний мост построен в 1836 году)
- Чёртов мост (1808; нынешний мост построен в 1913 году)

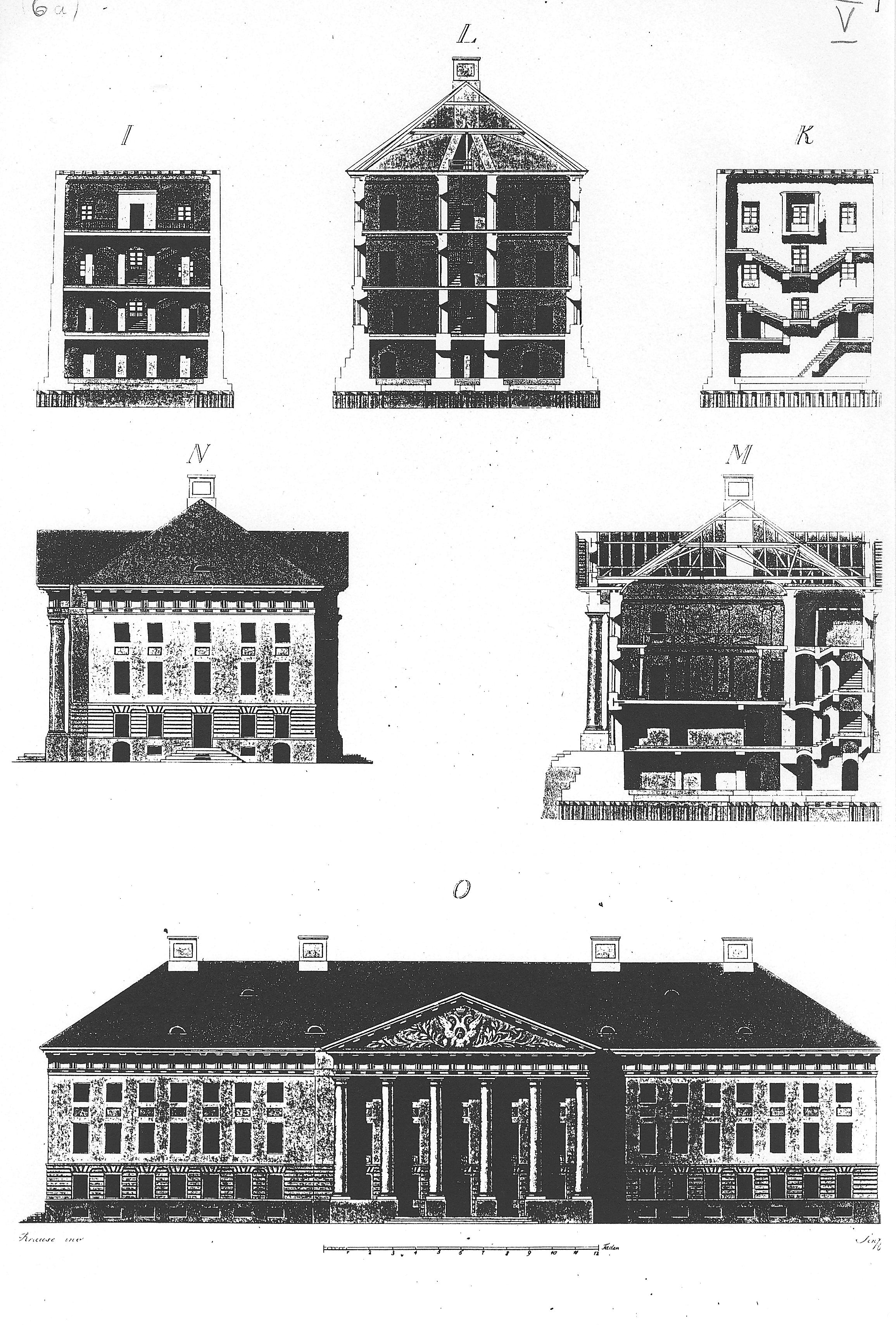
Эскизы главного корпуса Тартуского университета